# Ixora amherstiensis
Ixora amherstiensis är en måreväxtart som beskrevs av Cornelis Eliza Bertus Bremekamp. Ixora amherstiensis ingår i släktet Ixora och familjen måreväxter. Inga underarter finns listade i Catalogue of Life.